# Avan Yu
Avan Yu (* 19. Juli 1987 in Hongkong) ist ein kanadischer Pianist chinesischer Herkunft.

## Leben
Bereits im Alter von 14 Jahren debütierte Avan Yu mit dem Vancouver Symphony Orchestra. Seitdem wird er regelmäßig für Konzerte eingeladen; im Mai 2009 war er Solist der 1. Konzerttournee des Orchesters in 30 Jahren. Er ist Gewinner der Silbermedaille und des Publikumspreises der Paloma O’Shea International Piano Competition 2008 und ist der einzige Pianist, der beide Kategorien (Junior und Senior) des Missouri Southern International Piano Competition gewann. Außerdem ist er Preisträger vieler nationaler und internationaler Wettbewerbe, beispielsweise 1. Preis beim Chopin-Wettbewerb in Kanada, 2. Preis bei der Cantu International Music Competition und 3. Preis beim Kissinger Klavierolymp 2010.
Sein Debüt in der Carnegie Hall (Weill Recital Hall) New York fand im Oktober 2008 statt. Bei einem Wohltätigkeitskonzert in Ottawa trat er unter anderem mit Yo-Yo Ma und Pinchas Zukerman auf. Des Weiteren wurde er mit dem kanadischen National Arts Centre Orchester unter der Leitung von Pinchas Zukerman, beim Rheingau Festival, dem Kissinger Sommer und bei den Chopin Festivals von Montreal, Toronto, Marianske Lazne, sowohl als auch in anderen Städten gehört.
Avan Yu spielte auch mit Orchestern wie der Dresdner Philharmonie, Real Filharmonía de Galicia, Symphonie des slowakischen Rundfunks, Neue Lausitzer Philharmonie, Victoria Symphony, Ottawa Symphony, Windsor Symphony, Xiamen Philharmonic in China, Morocco Philharmonic Orchestra und Seattle Youth Orchestra. Seine Konzerte wurden bei WQXR New York, Canadian Broadcasting Corporation, Bayerischer Rundfunk, NDR Kultur Hamburg, SWR, China Central Television and Radio, Radiotelevisión Española und Radio Nacional de España übertragen.
Weitere Konzerte schließen Debüts in der Philharmonie mit den Berlin Classic Players, Rezitale im Auditorio Nacional de Musica in Madrid und dem Concertgebouw (Amsterdam) und Kammermusik beim Kissinger Sommer ein.